# Tekken Tag Tournament
Tekken Tag Tournament est un jeu vidéo de combat développé et édité par Namco en 1999 sur borne d'arcade et porté l'année suivante sur PlayStation 2.

## Système de jeu

### Généralités
Tekken Tag Tournament regroupe l'ensemble des personnages de Tekken 2 et 3, à l'exception de Marshall Law (qui revient à partir de Tekken 4, ce qui fait de lui le seul personnage à être absent de Tekken Tag Tournament qui revient dans tous les épisodes suivants du jeu), de King I, Kuma I, du Dr Boskonovitch et de Gon. Il s'agit du premier jeu de la série Tekken à être converti sur PlayStation 2, et le premier non canonique de la saga.
Le système de jeu évolue avec l'apparition des Tag, des combats par équipe de deux où les combattants de chaque camp se relaient sur le ring (comme dans Dead or Alive 2 par exemple). Sinon, le combat en lui-même reprend le gameplay instauré dès le premier jeu : un bouton correspond à un coup de poing ou de pied.
Le jeu n'a pas remporté le même succès que les précédents épisodes. Le principe du Tag était déroutant pour les habitués de la série et cassait le rythme des matchs, qui perdait alors de la rapidité et de la nervosité propres à la série Tekken.

### Combattants
| Personnages par défaut | Personnages à débloquer |
| --- | --- |
| - Anna Williams - Armor King - Baek Doo San - Bryan Fury - Eddy Gordo / Tiger Jackson - Forest Law - Ganryu - Gun Jack - Heihachi Mishima - Hwoarang - Jin Kazama - Julia Chang - Michelle Chang - Jun Kazama - Lei Wulong - Ling Xiaoyu - King - Nina Williams - Paul Phoenix - Yoshimitsu | - Bruce Irvin - Devil Kazuya / Angel - Jack-2 - Kuma / Panda - Kunimitsu - Lee Chaolan - Kazuya Mishima - Mokujin / Testujin - Ogre - Prototype Jack - Roger / Alex - True Ogre - Unknown - Wang Jinrei |

### Modes de jeu
- Arcade : le joueur entre dans le tournoi en choisissant deux combattants.
- Versus : un mode de face à face entre deux joueurs humains, ayant chacun un duo de personnages.
- Team Battle : un mode de face à face entre joueur humain et ordinateur ou deux joueurs humains, où un personnage mis KO lors d'un tournoi est remplacé par le suivant dans l'équipe.
- Time Attack : le joueur doit terminer le tournoi le plus rapidement possible.
- Survival : le joueur enchaîne les combats jusqu'à ce qu'un de ses personnages soit KO.
- Tekken Bowl : un mode ou le duo de combattants joue en équipe au bowling.
- Practice : une arène d'entraînement pour répéter les combos.
- 1 contre 1 : un mode de combat en 1 contre 1, face à l'ordinateur.
- 1 contre 1 (Versus) : un mode de combat en 1 contre 1, entre deux joueurs humains.
- Theater : le joueur peut revoir les cinématiques débloquées lors de ses parties.
- Galerie : le joueur peut y regarder les instantanés pris lors de combats.
- Options : le menu de réglage des touches, du nombre et de la durée des rounds...

## Accueil
- Jeuxvideo.com : 17/20[3]